# As the Palaces Burn
As the Palaces Burn è il terzo album del gruppo musicale statunitense Lamb of God pubblicato nel 2003 dalla Prosthetic Records.

## Il disco
Con questo album la band comincia a riscontrare un aumento di popolarità, tanto da estrarne tre singoli: "Ruin", "11th Hour" e la title track "As the Palaces Burn".
Lo stile è indirizzato molto verso il metalcore con, per la prima volta, influssi forti del groove metal. Le tematiche trattate esprimono rabbia indescrivibile verso il capitalismo, il presidente degli Stati Uniti George W. Bush e gli avvenimenti terroristici post-11 settembre 2001.
L'album è stato prodotto da Chris Adler, Mark Morton, Shaun Thingvold e Devin Townsend.

## Tracce
1. Ruin – 3:55
2. As the Palaces Burn – 2:26
3. Purified – 3:10
4. 11th Hour – 3:45
5. For Your Malice – 3:43
6. Boot Scraper – 4:35
7. A Devil in God's Country – 3:13
8. In Defense of Our Good Name – 4:10
9. Blood Junkie – 4:22
10. Vigil – 4:43

## Formazione
- Randy Blythe – voce
- Willie Adler – chitarra
- Mark Morton – chitarra
- John Campbell – basso
- Chris Adler – batteria

### Altri musicisti
- Chris Poland – chitarra in "Purified"
- Devin Townsend – chitarra in "A Devil in God's Country"